# مات تريسي
مات تريسي (بالإنجليزية: Matt Tracy)‏ هو لاعب كرة قاعدة أمريكي، ولد في 26 نوفمبر 1988 في سانت لويس في الولايات المتحدة.

## وصلات خارجية
- مات تريسي على موقع دوري كرة القاعدة الرئيسي (الإنجليزية)
- مات تريسي على موقعبيزبول رفرنس.كوم (الدوري الرئيسي) (الإنجليزية)
- مات تريسي على موقعبيزبول رفرنس.كوم (الدوري الثانوي) (الإنجليزية)